# Yavi (departement)
Yavi is een departement in de Argentijnse provincie Jujuy. Het departement (Spaans:  departamento) heeft een oppervlakte van 2.942 km² en telt 18.160 inwoners.

## Plaatsen in department Yavi
- Agua Chica
- Barrios
- Cajas (Yavi)
- Cangrejillos
- Cangrejos
- Caracara
- Casti
- Cerrillos (Yavi)
- Chocoite
- Corral Blanco
- Corral Grande
- El Cóndor
- Esquina Grande
- La Intermedia
- La Quiaca
- Llulluchayoc
- Mulli Punco
- Ojo de Agua
- Pasajes (Yavi)
- Piedra Negra
- Pumahuasi
- Punta de Agua
- Rincón de Cajas
- Rodeo
- Sol de Mayo (Yavi)
- Suripujio
- Tafna
- Toquero
- Yavi
- Yavi Chico